# Interes publiczny
Interes publiczny – jest jedną z najważniejszych klauzul generalnych w prawodawstwie polskim, ma bowiem charakter konstytucyjny. Jako klauzula generalna jest pojęciem niedookreślonym, nieposiadającym zwartej, zapisanej formuły na gruncie obowiązującego prawa. Pojęcie utożsamiane jest często z pojęciem „dobro wspólne”. W kontekście interesu definiowany jako potrzeby lub wartości dotyczące społeczeństwa jako ogółu — jako przeciwieństwo interesu indywidualnego / prywatnego – taki, który nie jest ograniczony do pojedynczej jednostki czy grupy, ale ma na celu dobro / korzyść ogółu ludności. Odnosi się do wartości, które są wspólne i ważne dla całego społeczeństwa takie jak sprawiedliwość, wolność, bezpieczeństwo, pokój, niepodległość i suwerenność państwa, zdrowie publiczne, utrzymanie równowagi finansowej systemu zabezpieczenia społecznego, ochrona konsumentów, usługobiorców i pracowników, uczciwość w transakcjach handlowych, zwalczanie nadużyć, ochrona środowiska naturalnego i miejskiego, zdrowie zwierząt, własność intelektualna, cele polityki społecznej i kulturalnej oraz ochrona narodowego dziedzictwa historycznego i artystycznego, zaufanie obywateli do organów władzy, prawa człowieka i obywatela. Jest to cel, który służy dobrobytowi i harmonijnemu funkcjonowaniu społeczeństwa. Jest to kategoria normatywna określania przesłanek w hipotezach lub dyspozycjach wielu przepisów z różnych dziedzin życia społeczno–gospodarczego.    
Termin jest wykorzystywany w aktach prawnych — wyrażony między innymi w Konstytucji Rzeczypospolitej Polskiej (art. 17 ust. 1, 22, 63, 213 ust. 1). Wprost do pojęcia interesu publicznego odwołuje się także art. 3 pkt 1 ustawa z 6 września 2001 r. o dostępie do informacji publicznej (Dz.U z 2018 r. Nr 1330), czy w art. 3 ust. 2 ustawy o zagospodarowaniu przestrzennym (Dz.U z 2018 r. Nr 1945 ze zm.). W ostatnio wskazanym akcie zawarta jest także definicja  interesu publicznego. Zgodnie z nią przez interes publiczny należy rozumieć uogólniony cel dążeń i działań, uwzględniających zobiektywizowane potrzeby ogółu społeczeństwa lub lokalnych społeczności, związanych z zagospodarowaniem przestrzennym (art. 2 pkt 4).    
Ochronę interesu publicznego zapewniają przepisy kodeksu karnego w art. 231, wspominając obowiązki ochrony interesu publicznego przez funkcjonariuszy publicznych, między innymi posłów, senatorów, radnych. Według tego artykułu funkcjonariusz publiczny, który, przekraczając swoje uprawnienia lub nie dopełniając obowiązków, działa na szkodę interesu publicznego, podlega karze. 